# Meijiang
Meijiang léase Méi-Chiáng (en chino simplificado, 梅江区; pinyin, Méijiāng qū, l: río Mei)  es un distrito urbano bajo la administración directa de la ciudad-prefectura de Meizhou. Se ubica al este de la provincia de Cantón, en el sur de la República Popular China. Su área es de 570 km² y su población total para 2018 fue cerca al medio millón de habitantes.

## Administración
El distrito urbano de Meijiang se divide en 7 pueblos que se administran en 3 subdistritos y 4 poblados.